# リオパラダイス
『リオパラダイス』とは2007年3月にネットから販売されたパチスロ機（5号機）である。通称「リオパラ」。筐体が一新された。

## 概要
『スーパーブラックジャック』シリーズのリオをメインキャラクターに起用した萌えスロ。従来のブラックジャックシリーズではリオは特別な演出が発生しない限り液晶画面に登場しなかったが、本機種では通常画面に常時リオが登場する。
設定は1 - 4の4段階（メーカーは1・3・5・7の4段階と謳っているが、検定を受ける際には7などという設定は用いておらず、1 - 4の4段階としている）。
ビッグボーナスは2枚がけでゲームを行い純増約300枚。15枚役だけを取り（目押しが必要なものもある）、2枚役のチェリーをはずすことにより効率よく枚数を取ることができる。液晶画面の演出はバトルで確定した場合はバトルで倒した相手とリオ、ミントをキャラクターにした「リオ漫画」、それ以外で確定したビッグボーナスとレギュラーボーナス時は通常時のステージの紹介画面が流れる。
ビッグボーナス終了後は必ず「リオタイム」と呼ばれるATに突入する。リオタイム中は通常同時フォローが不可能な「赤ベル」「黒ベル」（左リールのベルの色別）の2役のどちらが成立しているかを液晶と役物で告知してくれるため、メダルの持ちが向上する（ただしベルのほとんどが赤ベル+黒ベルが同時成立している「共通ベル」なので、劇的に向上するわけではない）。なおリオタイムは最低20ゲーム継続が保証されているほか、ビッグボーナス中に純ハズレが成立する（=「チャンス!」告知があり役物が振動したとき通常はベルが揃うが中段に7絵柄が揃う、ベルが揃わない、または左リールに中段チェリーが出現する）と次回ボーナスまでのリオタイム継続が確定する。
レギュラーボーナスは1枚がけでゲームを行い純増約150枚。こちらは入賞役は全て15枚となる。内部的にはCTなので、レギュラーボーナス中に成立役という概念はない。通常レギュラーボーナス終了後はリオタイムには突入しないが、リオタイム中にレギュラーボーナスが確定した場合は終了後再びリオタイムに突入する。
ボーナスと小役の重複フラグを採用しており、全てのボーナスが何らかの小役と重複して成立する。特にチェリー・チップ成立時にはボーナスの期待が高い（「ミントがリオに抱きつく」などから演出が始まる。またリオのウインクや投げキスのカットインが入ることもある）。またバトル演出時の最初に「RIO」カードがカットインするとよりボーナス成立への期待が高くなる。
また、リールストップ用のボタンの上部に「スペシャルボタン」がある。これはハイチャンス（あるいはプレミア）の演出の1つで、液晶画面の指示通りにボタンを連打することでボーナス成立時の演出画面がスペシャル仕様のもの（リオのパーツのアップ）に変わる。ただしベットによってキャンセルが可能で、その場合にはそこから通常のバトル演出などが始まるのでボーナス確定告知が数ゲーム遅れることになる。また、ボーナス時の「リオ漫画」演出時以外にはBGMを変更するためのボタンにもなる。

## 演出
通常時はリオが「カジノスクエア」→「オーエド」→「チャイナタウン」→「ウエスタンバーツ」→「ゴーストキャッスル」→「コーストロード」→「カジノスクエア」の順にステージを移動し、それぞれのステージに応じたライバルと対決を行う。対決に勝利すればボーナス確定。
上記のステージ移動順の法則が崩れたり「プレミアムタワー」ステージに移動したりすると、ボーナス成立の期待が高まる。